# Ramón Esono Ebalé
Pour les articles homonymes, voir Essono.
Ramón Nse Esono Ebalé, né le 22 novembre 1977 à Mikomeseng en Guinée équatoriale, est un illustrateur et dessinateur de bande dessinée. Il est également connu sous le nom de plume Jamón y Queso.

## Biographie
Ramon Esono Ébalé est né le 22 novembre 1977 à Mikomeseng, en Guinée Équatoriale.
D’abord autodidacte, Ramon Esono Ébalé reçoit sa formation d’art au Centre Culturel d’Espagne à Malabo. Il a gagné plusieurs récompenses comme le prix Regard 9 du Festival international de la bande dessinée d’Angoulême ou celui de la revue Africa e Mediterraneo basée à Bologne. Sur internet, l’illustrateur a lancé le webzine Las Locuras de Jamón y Queso (Les folies de Jamón y Queso) et l’émission de radio Locos TV. Il a également participé à la création du documentaire d’animation Un día vi 10.000 elefantes. Il a vécu une bonne partie de sa vie active exilé au Paraguay et dans le Salvador,.
En 2014, il illustre et scénarise Le Cauchemar d’Obi, un roman graphique financé par l’ONG EGJustice. Cette bande dessinée s’inspire et critique le personnage de Teodoro Obiang Nguema Mbasogo, dictateur de Guinée Équatoriale depuis 1979. Ramón Esono Ébalé se fait arrêter en septembre 2017 à Malabo pour avoir illustré cette bande dessinée et est envoyé à la prison de Black Beach,.
En novembre de cette même année, il devient le lauréat, sans recevoir le prix de lui-même, du Prix Robert Russell du courage dans le dessin de presse, décerné par Cartoonists Rights Network International, ou CRNI.

## Lutte pour la liberté d'expression
De 1982 à 2010, il réside à la capitale de Malabo où il fait ses débuts en tant qu’artiste.
Autodidacte, il est même dit que Ramón est en train « d’étendre les possibilités de la bande dessinée en Guinée Équatoriale et qu’il a créé sa propre école. » Il développe donc sa propre signature, qu’il exprime dans ses webcomics, ses expositions internationales, et ses publications. Le thème prédominant est d’ailleurs un mélange de la réalité judiciaire et sociale vécue par son pays d’origine. Il « exagère et joue avec des éléments qui évoquent non seulement la politique africaine, mais aussi les tabous africains en rapport avec l’homosexualité et le travestissement. »
Selon José Naranjo, Ramón Esono Ébalé est probablement l’illustrateur équato-guinéen le « plus brillant de sa génération. Cru, effronté, hilarant, ne mâchant pas ses mots - ou ses coups de crayons - direct, et parfois même offensant. »
Cette critique lui a permis d’être exposé et de bénéficier d’une étude faite de son travail dans l’exposition SubRosa: The Language of Resistance tenue en 2013 par l’université du Sud de la Floride.

## Incarcération

### Contexte de l'arrestation
En dépit de son affection vers aucun parti politique, le ton engagé et effronté qu’emploie l’illustrateur lui a valu d’être victime de censures. Afin de lutter contre cette censure, il publie des bulles de texte vides. Il donne à ces planches un titre mentionnant que son intelligence a été assassinée et invente également d’autres titres polémiques pour d’autres illustrations qui leur ajoute une force politique. Cette action lui permet donc de lutter contre la censure de façon subtile: il ne dit rien mais parvient à se faire comprendre.
Avec ou sans phylactère, ses illustrations restent néanmoins éloquentes.
Ses blogs étant bloqués de manière répétée, Ramón Esono Ébalé demeure presque dix ans hors du sol équato-guinéen. Il est néanmoins contraint d'y retourner en 2017 afin de renouveler son passeport.

### Arrestation
C’est dès son retour qu’il se fait arrêter à la sortie d'un restaurant, accompagné de deux amis. Il est cependant le seul à se faire plus tard incarcérer à la prison de Black Beach. Cette arrestation arbitraire provoque une campagne de solidarité à un niveau international.
Le procès de Ramón Esono Ébalé, accusé à tort de contrebande et de blanchissement d’argent, commence le 27 février 2018. En amont du début de ce procès, en Espagne, le Parti Populaire, le Parti Socialiste Ouvrier Espagnol, Unidos Podemos, Ciudadanos ainsi que le Parti Nationaliste Basque ont réclamé au Gouvernement Espagnol de surveiller le procès de l’artiste,.
Sept ONG, dont Human Rights Watch, ont condamné le procès et exigé l’acquittement de l’illustrateur.
Durant la première session du procès, toutes les charges contre Ramón Esono Ébalé furent levées, l’accusation manquant de preuve pour l’inculper. Le témoin à charge, le caporal de la Police Nationale n’a pas pu soutenir ses accusations devant le tribunal et a reconnu avoir suivi les ordres reçus lors de l’accusation de l’artiste,.
Cependant, les autorités du pays ont tenu au maintien de Ramón Esono Ébalé en prison jusqu’à la fin de son jugement, fait dénoncé par l’ONG EGJustice.

### Libération
Finalement, le 6 mars 2018 est prononcée la sentence absolutoire et l’artiste est libéré le jour suivant. L’artiste déclare alors quitter la prison partagé entre joie et rage.
Un mois plus tard, étant élu à domicile, il dénonce le fait de ne pouvoir obtenir de passeport lui permettant de quitter le pays et rejoindre sa famille en déclarant que la prison s’était seulement élargie. Cette situation est dénoncée par des organisations comme Human Rights Watch et Reporters sans frontières, qui accusent le gouvernement équato-guinéen de bloquer la sortie du territoire de Ramón Esono Ébalé. L’artiste obtient finalement son passeport pour quitter la Guinée Équatoriale et quitte le pays le 27 mai 2018.
En juin, l’ONG EGJustice publie une carte de remerciements que l’artiste leur a envoyé.
Après sa libération, Ramón Esono Ébalé a manifesté son intention de publier une bande dessinée basée sur son expérience en tant que prisonnier. Après une courte escale en Espagne, il s’établit de nouveau dans le Salvador.

## Engagement pour la liberté d'expression
L’artiste expose ses dessins sur la prison de Black Beach durant la monographie Viajes dibujados (Voyages illustrés), publiée en Espagne.
Il a également présenté « Saberse un loco » (Se savoir fou) pendant l’exposition Africa Imprescindible à Pampelune, en Espagne.
En novembre 2018, Ramón Esono Ébalé reçoit le prix Veu Lliure de l’organisation PEN Català, département catalan de PEN Club International. Il s’agit d’une récompense décernée aux auteurs menacés pour cause de leur défense de la liberté d’expression. Un mois plus tard, il réalise une exposition dans la Provença–Diagonal station, une station de transports en commun à Barcelone.
Dans le même esprit que cette récompense, il reçoit en janvier 2019 le prix Couilles au cul. Ce prix décerné au Festival Off de la Bande Dessinée d’Angoulême récompense la bravoure et l’audace des artistes dans la publication de leur art en dépit des risques engendrés.

## Œuvres récentes
- La Pesadilla de Obi, EGJustice, 2015 (Le Cauchemar d'Obi, 2018)
- Un dia vi 10.000 elefantes, 2015.
- Convergencias y divergencias: jefe, dele una oportunidad a su cerebro, Université d'Alicante, 2010.
- Democraturas (recueil de dessins de Ramon Esono Ebalé exposés au Centre Culturel d'Espagne à San Salvador en avril 2010).
- Un Opositor en la finca, Centre Culturel de Malabo/Centre Culturel de Bata en Espagne, 2010.
- Anomalias electricas, 2010.